# Musée-Galerie de la Seita
Musée-Galerie de la Seita bylo muzeum v Paříži, které existovalo v letech 1979-2000. Nacházelo se v 7. obvodu v ulici Rue Surcouf. Muzeum se zaměřovalo na dějiny zpracování a užívání tabáku od 16. století po současnost. Součástí muzea byla rovněž galerie umění.

## Historie
Sbírku k dějinám tabáku založila v roce 1937 Société d'exploitation industrielle des tabacs et des allumettes (Společnost pro průmyslové využívání tabáku a zápalek) pro pavilon tabáku na světové výstavě. V následujících letech byla sbírka rozšiřována o předměty dokumentující způsoby užívání tabáku jako tabatěrky a dýmky všech druhů a materiálů, pouzdra na doutníky apod. V roce 1979 společnost zveřejnila svou sbírku v nově otevřeném muzeu.
V roce 1995 byla SEITA privatizována a stala se součástí španělské společnosti Tabacalera, ze kterých vznikl koncern Altadis. Muzeum bylo uzavřeno v červnu 2000 z důvodu reorganizace společnosti a přehodnocení priorit, kdy společnost začala podporovat moderní umění. Když se v roce 2008 Altadis stal součástí britské skupiny Imperial Tobacco, sbírka byla rozprodána a rozdělena.
Zhruba polovina sbírky (cca 500 předmětů) jako 170 dýmek, 30 hlaviček dýmek, 40 tabatěrek a další objekty bylo rozprodáno na aukci v září 2009. Jednalo se o první případ ve Francii, kdy byla původní veřejná kolekce rozprodána v dražbě po privatizaci jejího majitele, což vedlo k obavám o osud podobných sbírek, např. v Musée de La Poste. Zbývající část sbírky (521 předmětů, z nichž přes 300 pocházelo z 18.–19. století) a 45 knih bylo darováno Musée du Tabac v Bergeracu, zatímco muzejní archiv (plakáty, fotografie, staré obaly aj.) převzalo ministerstvo financí.